# Open Graves
Open Graves es una película de terror de 2009 protagonizada por Eliza Dushku y Mike Vogel. Fue rodada en España, concretamente en el País Vasco.

## Sinopsis
Mamba, una misteriosa leyenda en la que se mezcla brujería y muerte y que hunde sus raíces en la inquisición española llega a las manos de un grupo de amantes del mar y del surf. Tras un buen día de practicar su deporte favorito y una fiesta interrumpida por una tormenta, la curiosidad lleva al grupo a traspasar la delgada línea que separa la realidad del misterio.
Los jóvenes que entran en contacto con lo que parece ser el espíritu de Mamba comienzan a morir uno tras otro en extrañas circunstancias: Mamba mata.

## Reparto
| Actor                      | Personaje                      |
| -------------------------- | ------------------------------ |
| Eliza Dushku               | Erica / Mamba                  |
| Mike Vogel                 | Jason                          |
| Iman Nazemzadeh            | Tomas                          |
| Naike Rivelli              | Elena                          |
| Lindsay Caroline Robba     | Lisa                           |
| Gary Piquer                | Detective Izar                 |
| Alex O'Dogherty            | Malek                          |
| Ander Pardo                | Miguel                         |
| Boris Martínez             | Pablo                          |
| José Casasús               | Novio                          |
| Lilliam Kouri              | Esposa de Malek                |
| Martxelo Rubio             | Oficial de policía             |
| Enrique Zaldua             | Detective / Oficial de policía |
| Sergio Mansilla Gascón     | extra de Ertzaina              |
| José Luis Allende (Portxe) | Fotógrafo de la policía        |